# Kai Herdling
Kai Herdling (Heidelberg, 27 giugno 1984) è un ex calciatore tedesco, di ruolo attaccante.

## Carriera
Inizia la sua carriera nel 2002 con l'Hoffenheim, con cui disputa molte partite con la squadra riserve. Nel 2008 si trasferisce al Waldhof Mannheim. Fece il suo esordio  in 2.Bundesliga il 28 marzo 2008 contro l'Augsburg. Nel gennaio del 2009 torna all'Hoffenheim. Il 16 aprile 2012 viene prestato al Philadelphia Union.
Nella stagione 2013-2014, tornato all'Hoffenheim, esordisce nella massima serie del campionato tedesco.